# Dmitrij Kiedrin
Dmitrij Borisowicz Kiedrin (ros. Дми́трий Бори́сович Ке́дрин, ur. 4 lutego?/17 lutego 1907 w Makiejewce w Donbasie, zm. 18 września 1945 w Tarasowce k. Moskwy) – rosyjski poeta.

## Życiorys
W 1920 został osierocony. Podczas nauki w szkole zainteresował się poezją Puszkina, Lermontowa i Niekrasowa. W 1924 zaczął publikować w Dniepropietrowsku, gdzie się kształcił, później w 1931 przeniósł się do Moskwy. Pod koniec lat 20. został aresztowany i na półtora roku uwięziony. Jest autorem wierszy o tematyce historycznej, m.in. ballady Zodczije (1938) utrzymywanej w stylu ludowej epiki, o budowniczych cerkwi Wasyla Błogosławionego oślepionych z rozkazu Iwana IV Groźnego, zawierającej aluzje do stalinowskiego terroru. W 1938 napisał (wystawiony w 1956) dramat wierszem Rembrandt. Podczas II wojny światowej pisał wiersze o tematyce wojny. Zginął w niejasnych okolicznościach. Polski przekład jego wierszy ukazał się w Antologii nowoczesnej poezji rosyjskiej w 1971.